# Chapelle des Diaconesses (Strasbourg)
La chapelle des Diaconesses ou chapelle du Diaconat est située rue Sainte-Élisabeth dans le quartier du Finkwiller à Strasbourg. Cette chapelle sert aux Diaconesses de Strasbourg.

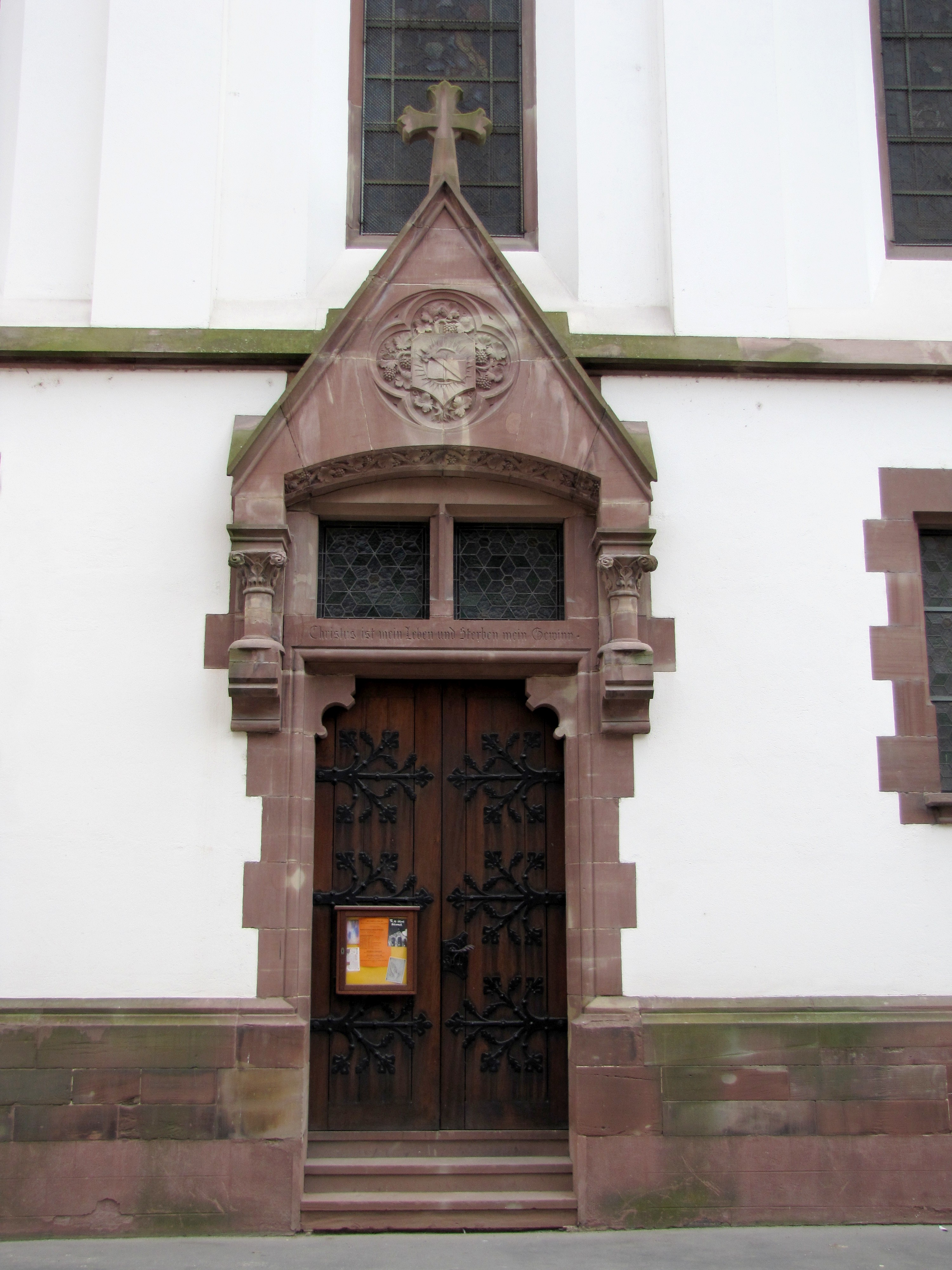
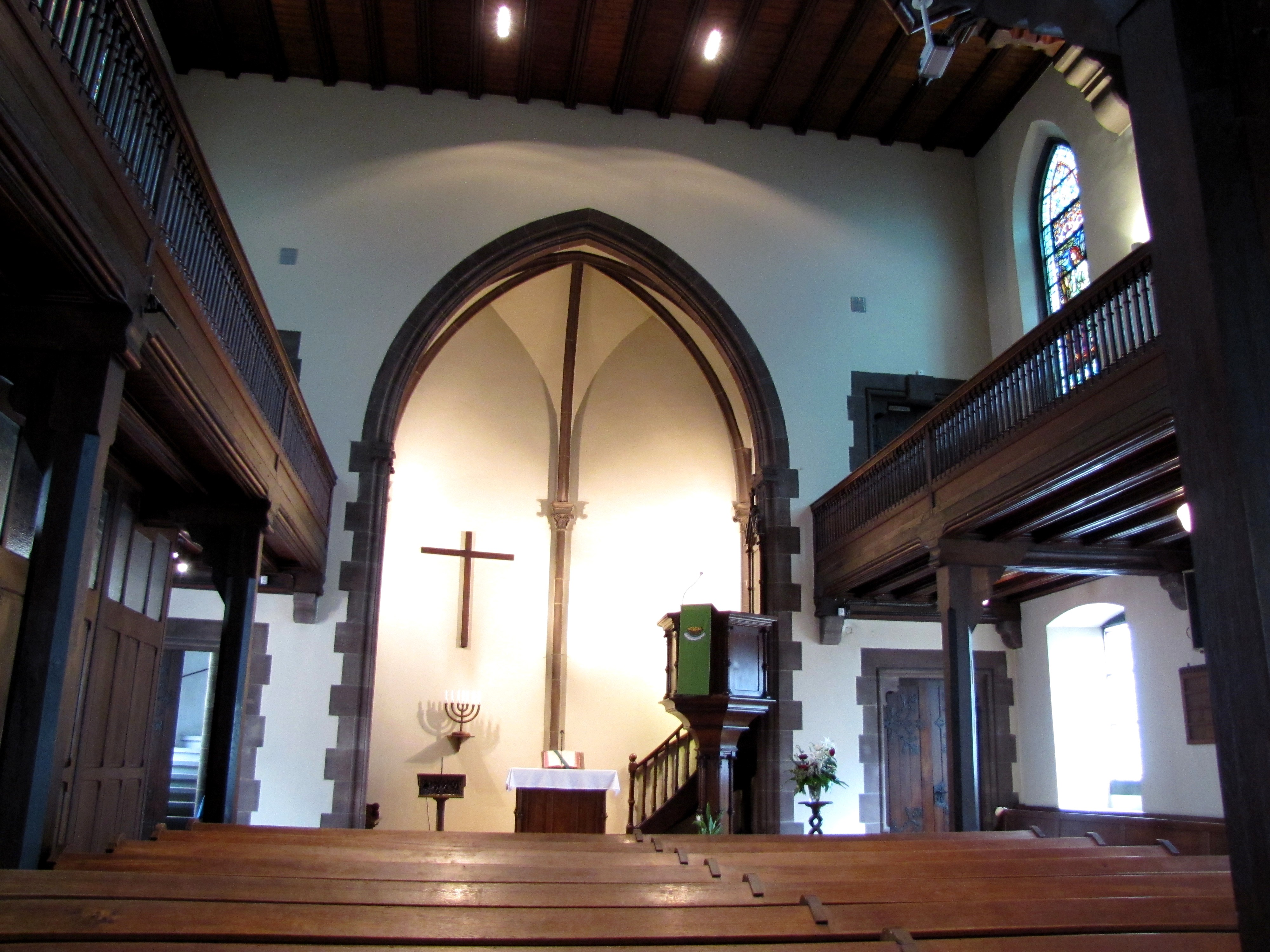
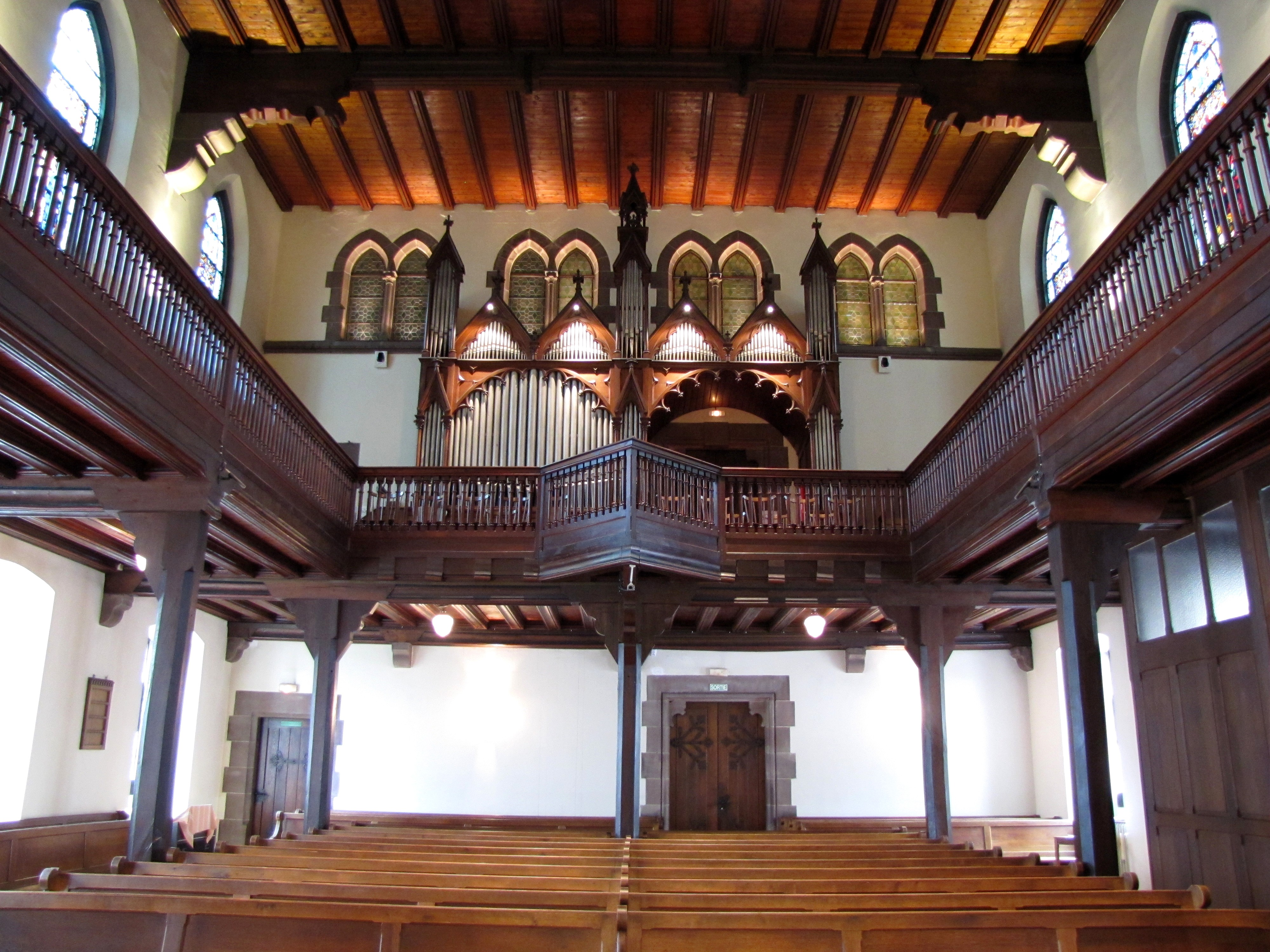
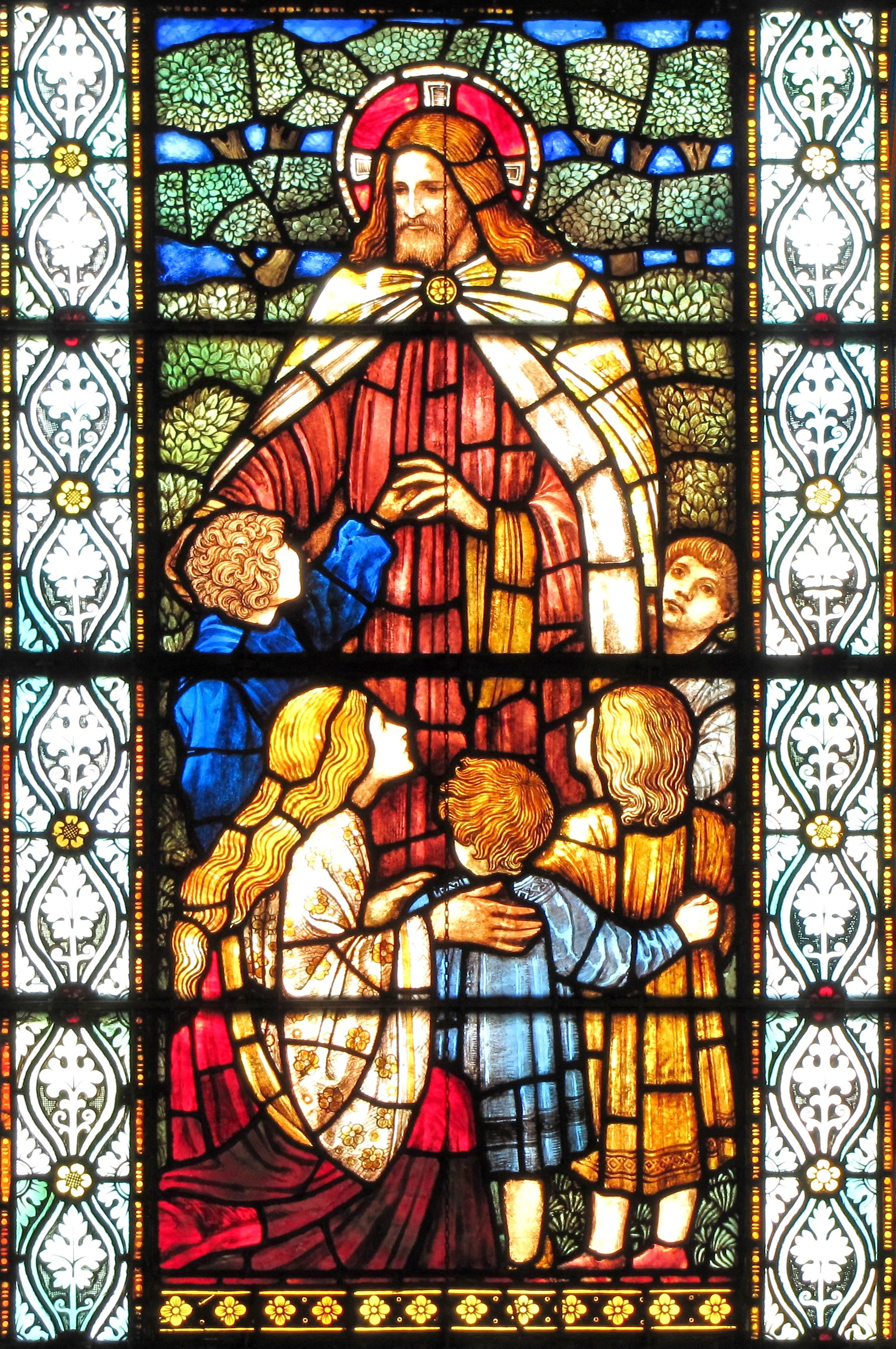